# Количник интелигенције
Количник интелигенције или квоцијент интелигенције (енгл. intelligence quotient; IQ), често као погрешно „коефицијент интелигенције”, јесте нумерички индикатор степена развијености интелигенције. Израчунава се по формули:
{\displaystyle {\mbox{IQ}}={\frac {\mbox{MU (mentalni uzrast)}}{\mbox{KU (kalendarski uzrast)}}}\cdot 100}

## Процењивање интелигенције
У процењивању интелигенције као сложене психичке функције узимају се у обзир општа способност личности (Г-фактор или генерални фактор) и многе нарочите способности (С-фактори или специфични фактори). Интелигенција се не одређује само на основу изразите карактеристике једне одређене способности, ако друге опште способности нису присутне. Тада се обично говори нпр. о просечној интелигенцији са посебном надареношћу за неку одређену способност. У оваквим случајевима се неретко среће нешто нижа интелигенција, него што би се можда чак очекивало. Овакво разматрање поделом на главни и на специфичне факторе који одређују интелигентност особе наилази на критике аутора који се залажу за мултифакторијалну теорију интелигенције, која у обзир узима све релевантне способности.
За процесе интелигенције потребно је функционисање и других психичких функција, као што су свест, опажање, мишљење, памћење, које су неопходне за нормално одвијање процеса интелигенције.
По теорији о наслеђу разматра се генетичка условљеност у развоју интелигенције. Притом се наводи велики значај чинилаца средине који активирају генетичко наслеђе и потом развијају интелигенцију до степена одређеног у генетичком коду јединке. До ових схватања дошло се дугогодишњим проучавањем развоја интелигенције код близанаца који су живели у различитим срединама заједно или одвојено.
Време у којем се развија интелигенција је предмет расправе и неслагања међу многим истраживачима. Док једни тврде да се интелигенција развија до 15-16 године, други сматрају да се процеси развоја приводе крају око 24-25 године живота. Има аутора који су становишта да се интелигенција, а нарочито код појединих особа, развија чак и после 50. године живота.

## Мерење интелигенције
Мерење интелигенције се врши применом тестова интелигенције прилагођених за одређени узраст и популацију и спада у домен рада психолога. Резултат теста је количник интелигенције (IQ-Inteligentiae Quotient) који се добија дељењем умне (менталне) старости добијене тестом (у месецима) и добне или календарске старости (у месецима).
Количник интелигенције израчунава се по формули:
{\displaystyle {\mbox{IQ}}={\frac {\mbox{MU (mentalni uzrast)}}{\mbox{KU (kalendarski uzrast)}}}\cdot 100}
На пример, десетогодишње дете које на тесту интелигенције постигне резултат просечног тринаестогодишњака има количник интелигенције 130 (100х13/10). На бројевном тесту од 8 или 16 питања особа старости 12-40 година може имати IQ 35,70,120,166,180,200 у зависности од питања.
Код одраслих људи количник интелигенције не зависи од узраста, већ резултат на одређеном тесту интелигенције представља меру релативне развијености интелигенције појединца унутар референтне групе за коју је тест стандардизован.
У зависности од вредности количника, висина интелигенције се може поделити на неколико група:
- Веома висока интелигенција (потенцијални генији, IQ виши од 140)
- Висока интелигенција (IQ између 111-139)
- Просечна интелигенција (IQ је између 90-110)
- Физиолошки тупи (IQ је између 70-89)

Присуство поремећаја интелигенције са вредностима IQ мањим од 70 од рођења, или ако су ти поремећаји настали током развоја интелигенције, онда се ради о менталној ретардацији (олигофренија, душевна-ментална заосталост, слабоумност), која се даље дијели:
- Лака душевна заосталост ( је између 50-69)
- Умерена душевна заосталост ( је између 35-49)
- Тешка душевна заосталост ( је између 20-34)
- Дубока душевна заосталост (IQ је испод 20)

Ако је оштећење интелигенције настало касније када је већ интелигенција развијена, онда се ради о деменцијама.
Другим речима, наведена формула може се користити само за израчунавања количника интелигенције код деце, а за одрасле се користи поступак пројекције добијеног скора на Гаусовој звонастој кривој са средишњом вредношћу (просјечним IQ-ом) од 100 и стандардном девијацијом од 15 или 16.
Новији приступи израчунавању IQ-а своде се на математичку трансформацију (перцентил, перцентилни ранг) резултата на тесту интелигенције.
Недовољним узимањем јода количник интелигенције се смањује за 10—15%.